# Рудолфинум
„Рудолфинум“ (на чешки: Rudolfinum) е концертна и изложбена зала в центъра на Прага, намираща се на площада, носещ името на Ян Палах.
Открита е на 7 февруари 1885 г. и наречен в чест на кронпринца на Австро-Унгарската империя Рудолф, участващ в тържествената церемония по откриването. Зданието е построено в качеството на подарък от Спестовната банка на Чехия на град Прага и чешкия народ. Архитекти са Йозеф Зитек и Йозеф Шулц.
През 1918 – 1939 г. Рудолфинумът служи за зала за пленарните заседания на парламента на Чехословакия.
Реконструиран в периода 1990 – 1992 г. Понастоящем е основната концертна арена на Чешкия филхармоничен оркестър.

## Галерия
- Рудолфинум, гледан откъм хълма Летна
- Рудолфинум през нощта
- Пражкият Рудолфинум
- Залата Дворжак в Пражкия Рудолфинум